# Джеймс Данн (актор)
Джеймс Данн (англ. James Dunn, 2 листопада 1901 — 1 вересня 1967) — американський актор, лауреат премії «Оскар».

## Біографія
Джеймс Данн народився у Нью-Йорку у родині біржового маклера з Уолл-стріт. Предки його батьків були вихідцями з Ірландіїія|Ірландії]]. Кар'єру у шоу-бізнесі почав з виступів у водевілях, у наприкінці 1920-х років дебютував в кіно на студії «Astoria studios».
1931 року Данн підписав контракт зі студією «Fox», та за наступні декілька років знявся у 22 кінокартинах цієї студії. Першою його помітною роллю став Едді Коллінз у стрічці «Погана дівчина» (1931), після чого він з успіхом знявся у стрічках «Громадська дівчина» (1932) з Пеггі Шеннон та «Привіт, сестро!» (1933) з Бутс Мелорі. 1934 року Джеймс Данн знявся одразу у чотирьох стрічках з Ширлі Темпл — «Браво, крихітко», «Підтримують та підбадьорюють!», «Заміна серця» та «Яскраві очі». Але ці ролі не сприяли значному розвитку його кіно кар'єри, а проблеми з алкоголем наприкінці 1930-х років значно скоротили його перспективи на отримання значних ролей.
На цьому тлі визначною подією для нього стала перемога на церемонії вручення премії Американської кіно академії у 1946 році за роль безробітного алкоголіка, батька головної героїні, у фільмі «Дерево росте в Брукліні». Джеймс Данн отримав «Оскара» у номінації найкращий актор другого плану. Але цей успіх тривав недовго, та вже наприкінці 1950-х актор отримував лише невеличкі ролі на телебаченні, зазнавав фінансових труднощів та знов проблеми зі зловживання алкоголем. Останньою помітною його роллю став Ірл Морган у серіалі «Це велике життя», в якому він знімався з 1954 по 1956 рік.
Джеймс Данн був тричі одружений. Його перший шлюб з Едною О'Лір закінчився розлученням, з другою дружиною, актрисою Френсіс Гіффорд, він розлучився у 1942 році, та з третьою — Едною Раш, залишався разом до смерті у вересні 1967 року від ускладнень після операції на шлунку.
Його внесок у розвиток кіно та телебачення відзначений двома зірками на Голлівудській алеї слави.